# 쓰레기 수집

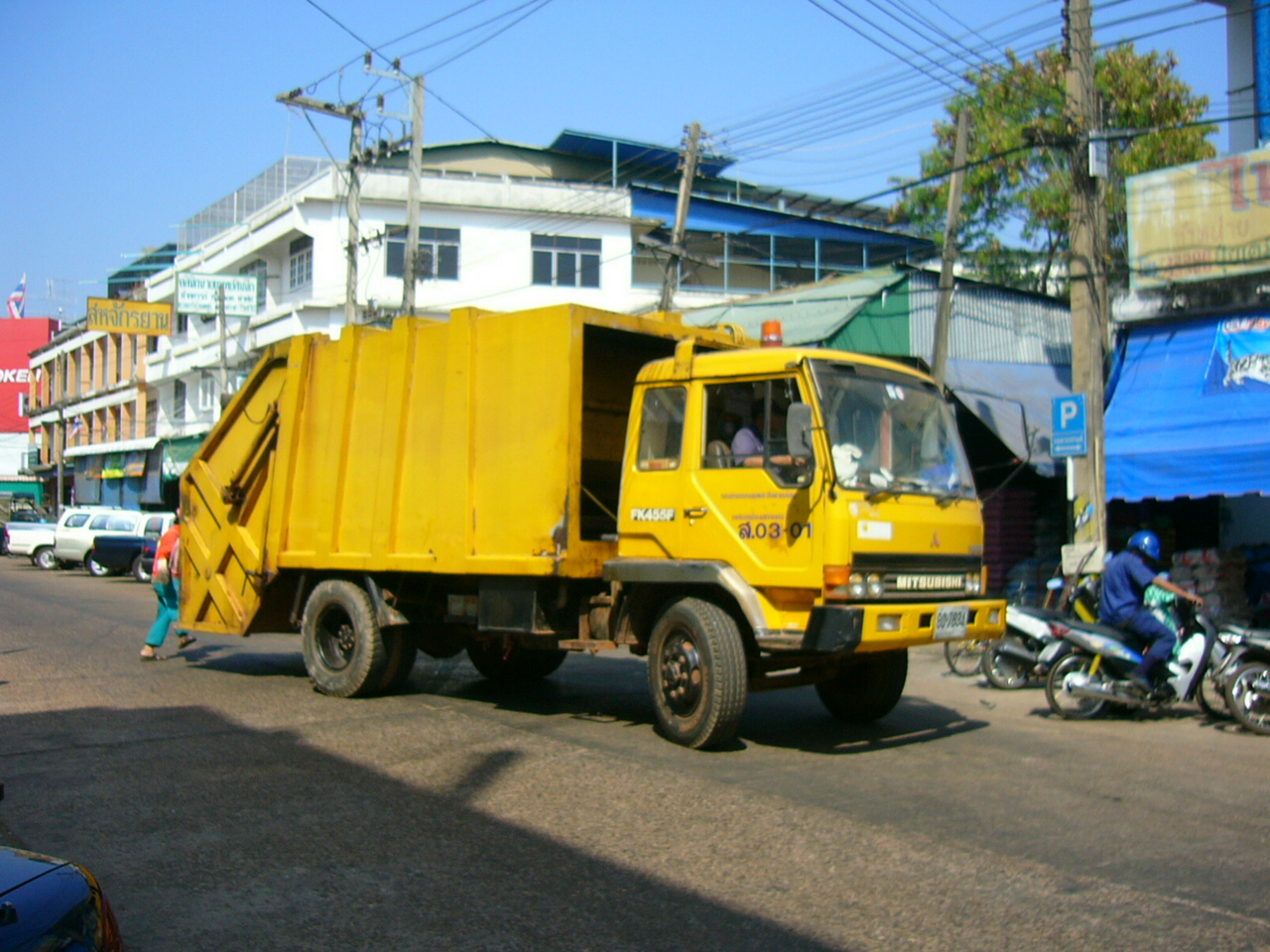
태국의 쓰레기 수집 차량

쓰레기 수집 또는 쓰레기 수거는 일반적으로 가정이나 산업체 등의 단위 지역 내에서 생산된 쓰레기를 매립지나 처리장으로 전달하는 폐기물 관리의 구성 요소이다. 쓰레기 수집에는 기술적으로는 쓰레기가 아닌 재활용 물질의 처리도 포함된다.

## 가정용 쓰레기 수집
선진국에서는 쓰레기차를 이용하여 쓰레기 수집원이 쓰레기를 수집하기에 앞서, 가정용 쓰레기를 휴지통이나 재활용 통에 버리는 것이 보편화되어 있다.
그러나 멕시코와 이집트와 같은 수많은 개발도상국에서는 주민들이 쓰레기 수집원들과 이에 대한 이야기를 주고받아야 하며, 그렇지 않으면 쓰레기는 치워지지 않는다. (쓰레기통이나 길가의 쓰레기는 치우지 않는다.)

## 상업용 쓰레기 수집
쓰레기 수집에서 고려되는 다른 요소들로는 쓰레기통의 위치, 종류, 크기 그리고 쓰레기 수집의 빈도·주기 등이 있다. 상업용 쓰레기 수집에는 수많은 문제가 있다. 쓰레기통이 과도하게 채워지면 한계를 넘어서 쓰레기가 넘칠 수 있다. 빈 기름통처럼 위험한 쓰레기는 휘발성이 있어서 쓰레기를 분쇄 압축하는 동안 다른 쓰레기를 태워 버릴 수 있다.

## 같이 보기
- 쓰레기통
- 넝마주이
- 고물상